# Svensk botanik

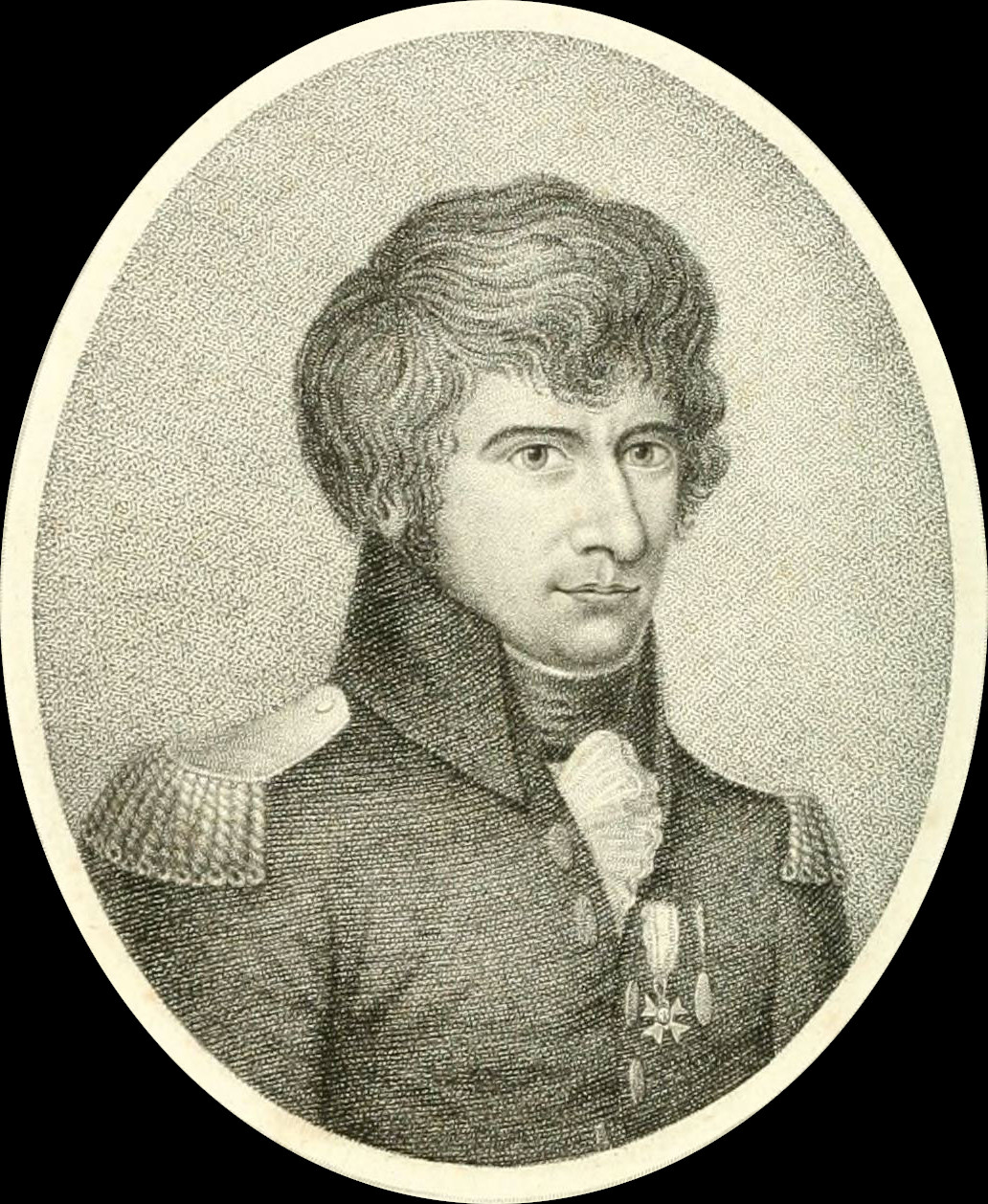
Johan Wilhelm Palmstruch

Svensk botanik är ett bildverk med handkolorerade kopparstick av svenska växter och kommenterande text.
Verket utgavs i 117 häften med omslag. Del 1–10 utkom åren 1802–1819. Ambitionen var att utge ett häfte i månaden och att tolv häften skulle utgöra ett band.
Projektet startades av ryttmästaren Johan Wilhelm Palmstruch och är det första i sitt slag i Sverige. Syftet var att kommentera och illustrera inhemska växter på kall jord. Palmstruch hade fått utbildning i teckning och gravering under sin militära bana. Till en början tecknade han själv och gravyrerna utfördes av honom eller major Carl Wilhelm Fröberg Venus. År 1808 efterträddes Venus som gravör av Johan Gustaf Ruckman. Textförfattare var Conrad Quensel under överseende av Kungliga Vetenskapsakademien. Då Quensel avled inträdde istället Olof Swartz som textförfattare. Palmstruch avled 1811 och då hade 432 kopparstick utkommit i sex band.
Efter Palmstruchs död övertogs utgivningen av kammarrättsrådet Gustaf Johan Billberg. Då Swartz avled 1818 fann inte Billberg någon lämplig textförfattare utan tog själv på sig den uppgiften. Men de häften, där han svarat för texterna, fick skarp kritik, särskilt av Göran Wahlenberg. Vetenskapsakademien krävde nu som villkor för fortsatta anslag att få förhandsgranska texten eller att själv överta författandet.
Billberg tröttnade på projektet och erbjöd akademien att köpa rättigheterna och så skedde också 1822, varefter utgivningen uppdrogs åt Wahlenberg och graveringen avslutades 1836. Då hade sammanlagt 774 kopparstick tillkommit under 36 år. Det sista som tillfördes verket var register och titelblad till band 11 år 1843.
Del 11 är sällsynt eftersom den brann upp tillsammans med den övriga restupplagan av hela verket strax efter att tryckningen var avslutad 1843.

## Utgivning
- Quensel, Conrad (1802-1843). Svensk botanik. Stockholm. 1-10. 1802-29. 11 och register 1830-43.. Stockholm. Libris 2413400. https://runeberg.org/svebotan - Medarbetare: Olof Swartz, Göran Wahlenberg, Pehr Wahlberg, Gustaf Billberg, Johan Wilhelm Palmstruch, Carl Wilhelm Fröberg Venus och Johan Gustaf Ruckman.
- Möller, Gustaf (1873). Skandinaviens wäxter: tecknade dels efter naturen, dels efter Palmstruchs Svensk botanik. Helsingborg: [s.n.]. Libris 8976209
- Lindman, Carl Axel Magnus (1901-1905). Bilder ur Nordens flora: på grundvalen af Palmstruchs "Svensk botanik". Stockholm. Libris 8213329 - 3 volymer där kopparsticken kopierats till litografisk sten och kompletterats.
- Lindman, Carl Axel Magnus (1926). Bilder ur Nordens flora: på grundvalen af Palmstruchs "Svensk botanik". Tilläggsband till första upplagan (1905) innehållande tavlorna 520-663 jämte därtill hörande text. Stockholm. Libris 793936

Illustrationer ur band 2
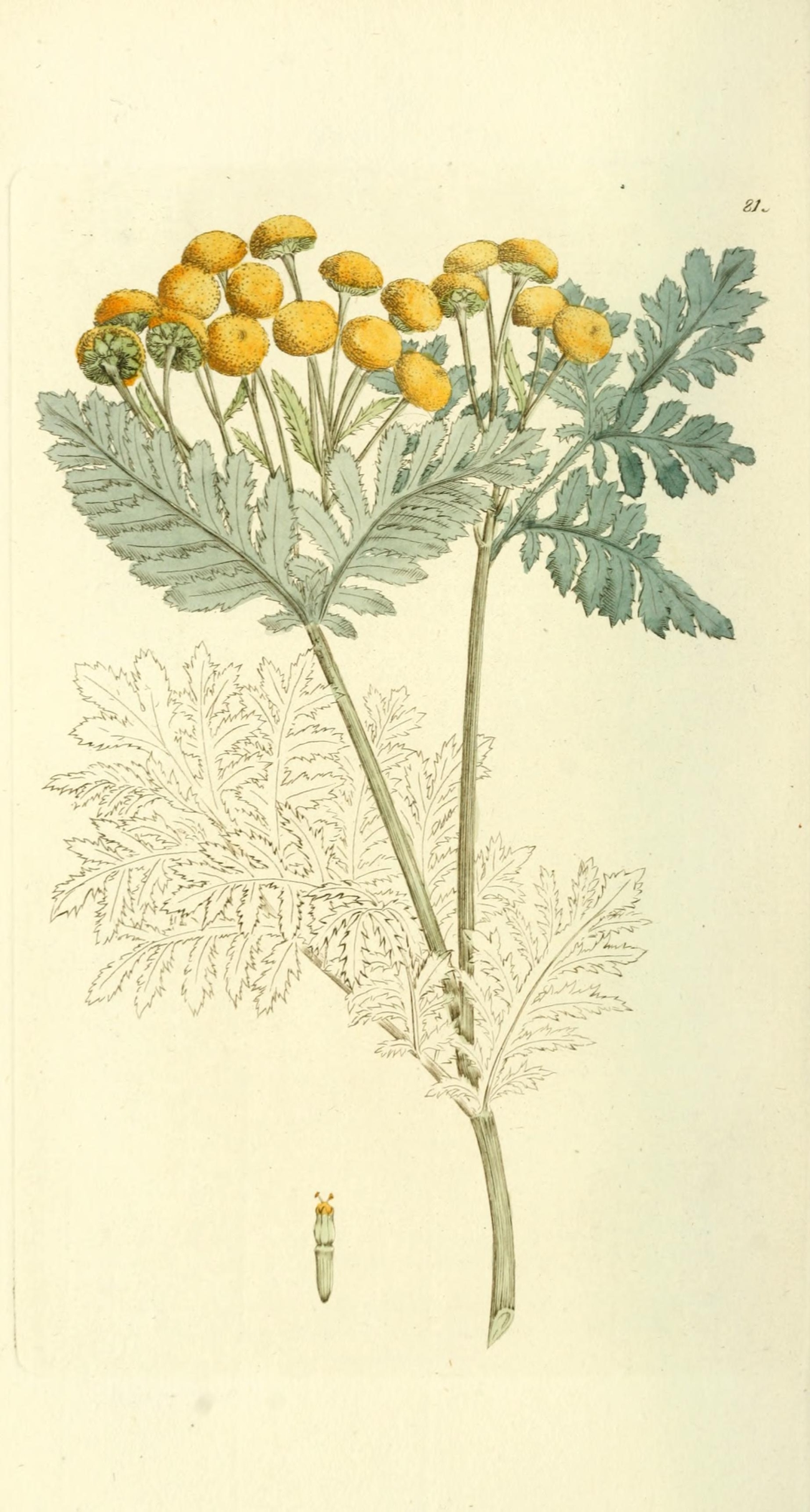
Renfana
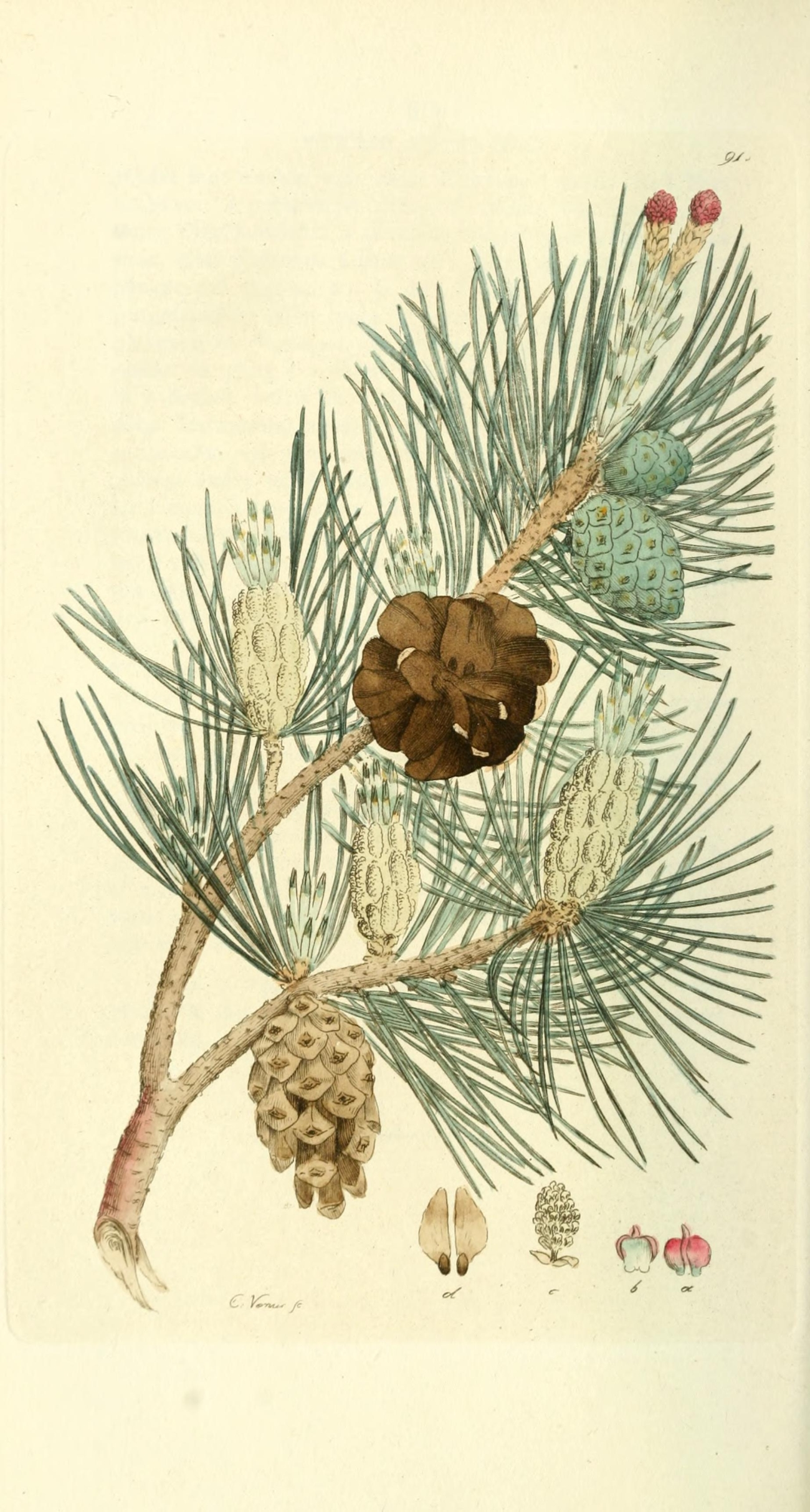
Tall
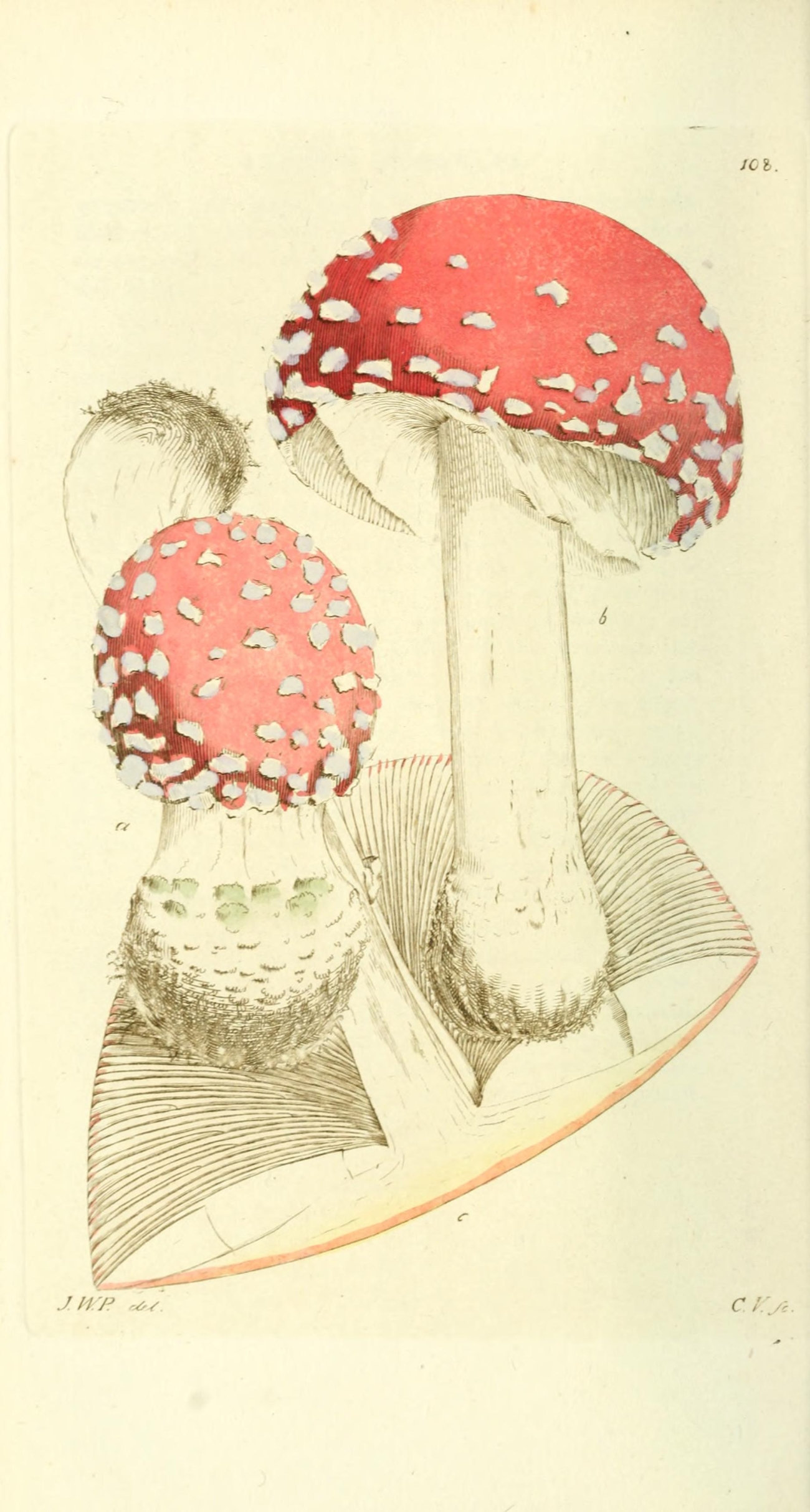
Flugsvamp